# Ecopolicy Game
Ecopolicy Game là một trò chơi điện tử, cũng được hiểu là một công cụ rèn luyện, học tập phương pháp tư duy hệ thống để ứng dụng trong quản lý điều hành kinh tế - xã hội của các nhà khoa học, quản lý nhằm hướng tới phát triển bền vững. Trò chơi được phát triển bởi Giáo sư Frederic Vester, Munich, quốc tịch Cộng hòa liên bang Đức. Ecopolicy như là một "hệ sinh thái chính sách quản lý". Hiện nay, chương trình này đã được phổ biến và ứng dụng trên nhiều quốc gia.